# Доротеа Дикс
Доротеа Линд Дикс (рођена 4. априла 1802 у Хампдену, Мејн, † 18. јула 1887 у Трентону, Њу Џерзи) била је америчка социјална реформаторка и добротворка, била је важна фигура у развоју покрета „менталне хигијене”. Покренула је реформе здравственог система за ментално оболеле, прво у Сједињеним Државама, а касније у Европи. На њен подстицај основане су бројне душевне болнице између 1840. и 1860. године. Током грађанског рата, она је била задужена за све болничке сестре у северним државама.

## Детињство и школовање
Кћерка Јосефа Дика и Мари Бигелов одрасла је са млађим братом и сестром у Вустеру. Њен отац је био путујући проповедник и често се путовао са породицом. Доротеја је побегла од породице у дванаестој години, у којој је доживела злостављање и алкохолизам.

## Почетак Каријере
Нашла је уточиште код своје богате баке у Бостону. Желела је да постане учитељица и предавала је у школама када је имала четрнаест година; са 19 година основала је своју малу школу, коју су финансирале богате породице. Такође је држала кућно образовање за сиромашну и занемарену децу.
Од 1824. до 1830. била је лошег здравља и углавном се бавила писањем књига за децу и молитвеника. 1831. године отворила је манекенску школу за девојке и у њој сама предавала до 1836. године, када се поново разболела. Путовала је у Енглеску 1836. године и упознала породицу Ратбон у Ливерпулу, у чијој је вили провела више од годину дана. Ратбони су били утицајни квекери, политичари и покровитељи који су тражили да држава игра активну улогу у здравству. У исто време видела је и реформски покрет у британским лудницама, о чему су поднесени истражни извештаји и методолошке студије у британском Доњем дому.

## Кампања за оснивање азила за ментално болесне
По повратку у Америку 1840/1841, Доротеја је такође истраживала смештај ментално болесних људи из нижих класа у Масачусетсу. До тада су ментално болесни били смештени у затворима или јавним сиромашним кућама, у зависности од нивоа опасности. Затворски чувари су повремено чак и зарађивали додатни приход за разгледање места са болеснима за радознале. Доротеина студија открила је да је злостављање болесника било редовно у недовољно финансираним и нерегулисаним институцијама. Доротеја је држави поднела извештај о истрази 1843. године.
„Настављам, господо, укратко да вам скренем пажњу на садашње стање Лудих особа затворених унутар овог Комонвелта, у кавезима, тезгама, торовима! Оковани, голи, претучени штаповима и привезани у послушност“.— Споменица законодавног тела Масачусетса, Бостон 1843.
Као резултат њених напора, усвојен је закон о оснивању државне менталне болнице у Вустеру. У годинама које су уследиле Доротеа је путовала кроз све државе источне обале Сједињених Држава, упркос свом осетљивом здрављу, које је захтевало дуже паузе. Документирала је услове становања ментално хендикепираних, представила је резултате истраживања државним законодавцима и посветила велику енергију раду са одборима за израду нових закона и прописа о лиценцирању менталних болница. Психички болесни људи не само да треба да буду примљени, већ и збринути и медицински лечени. Посетила је и описала у периоду од 1840. до 1854. године преко 300 затвора и 500 сиромашних кућа у Сједињеним Државама.
На њен подстицај, између осталог:
- 1843. азил за луђаке државе Њујорк у Јутици (Њујорк)
- 1846/47 државна ментална болница у Елџину (Илиноис)
- 1848. Трентонска психијатријска болница у Трентону (Њу Џерзи)
- 1849. институција (данас: болница Рек) у Ралиjу (Северна Каролина)
- 1851. Државна болница Харисбург у Харисбургу (Пенсилванија, од 1853. са специјалном библиотеком и музејом који су јој посвећени)
- 1852. Болница Ст. Елизабета у Бостону, Масачусетс
- 1852. Централна државна болница за луде (раније постојала, али обновљена након посете 1847. године) у Нешвилу (Тенеси)
- 1852. Државна болница Спринг Грове у Балтимору (Мериленд)
- 1853. Болница Схепард Прат у Тусону, Мериленд
- 1853. болница Брице у Таскалуси (Алабама)
- 1858. Нова шкотска болница у Дартмуту (Канада)

Путовала је у Нову Шкотску 1853. на поднела извештај да су луди људи једноставно напуштени на острву Сабле, али је извештај је сматран неоснованим.
1854. године обе коморе америчког Конгреса усвојиле су нацрт закона који је предложила 1848. године, према којем су савезна средства од продаје земљишта требало да буду на располагању за државну подршку ментално ометеним особама. Међутим, председник Франклин Пирс одбио је да потпише због правних разлога (социјална заштита је остала ствар државе још 70 година) и на крају је пустио да закон пропадне. Фрустрирана, Доротеа је отпутовала у Европу и наставила свој рад у Шкотској и Италији уз помоћ породице Ратбоне.

## Амерички грађански рат
Након избијања грађанског рата, Доротеја је постављен за надгледника болничких сестара америчке војске уместо др. Елизабетх Блацквелл, која је такође била кандидат за то место.
Ревносни усамљени борац била је преоптерећена руководством велике организације: кроз смернице за регрутовање и правила облачења, заузимала се за положај жена које је сама изабрала и обучавала друге. Католичке монахиње су посебно имале неповерења у антикатоличку Доротеја, иако су играле важну улогу у организацији. Ова политика изазвала је њен бес, укључујући Санитарну комисију Сједињених Држава и многе лекаре с којима је имала унутрашњи сукобе.
Да би окончао стање, Ратно одељење је 1863. издало Наредбу бр. 351, која је у великој мери умањила њена широка овлашћења, а она је деловала само као фигура. Поднела је оставку 1865. године, а касније је ову „епизоду“ своје каријере описала као неуспех. Упркос томе, она је свим снагама радила у овој канцеларији, а такође је организовала да се према јужњацима у болницама поступа на исти начин као и према северњацима.

## Послератни период и крај живота
На крају рата, Доротеја је помогао у прикупљању средстава за национални споменик преминулим војницима у тврђави Монро. Након рата, наставила је свој крсташки рат како би побољшала негу затвореника, инвалида и ментално болесних. Њен први корак био је преглед азила и затвора на југу ради процене ратне штете у њиховим објектима. Поред спровођења реформи затвора након грађанског рата, она је такође радила на побољшању услуга за спасавање живота у Новој Шкотској, успостављању ратног меморијала на Хамптон Родсу у Вирџинији и фонтане за жедне коње на Бостон Кастом Скверу.
1881. Доротеја се преселила у државну болницу Њу Џерси, раније познату као Трентон Стате Хоспитал, коју је изградила годинама раније. Државно законодавство је одредило апартман за њену приватну доживотну употребу. Иако је била лошег здравственог стања, водила је преписке са људима из Енглеске, Јапана и другде. Доротеја је умрла 17. јула 1887. Сахрањена је на гробљу Моунт Аубурн у Кембриџу у Масачусетсу.

## Дела и публикације
- Разговори о заједничким стварима (1824; прештампано 60 пута до 1869)
- Споменица законодавног тела Масачусетса (1843)